# Guida Vianna
Margarida Vianna, mais conhecida como Guida Vianna (Rio de Janeiro, 22 de novembro de 1954), é uma atriz e diretora brasileira. Atua também como professora de interpretação.

## Biografia
A atriz carioca de Ipanema nasceu em 22 de novembro do ano de 1954. Se formou como atriz no Tablado na década de 1970. Além de atriz, ela também dá aulas de interpretação desde 1983. Com 32 anos de carreira, completados em 2008, Guida Vianna fez mais de 40 peças e quatro novelas: Livre para Voar e Senhora do Destino, na TV Globo, Olho por Olho, na extinta Manchete, e Duas Caras, também na Rede Globo.
Sua estreia na na televisão ocorreu em 1984, quando interpretou a empregada Divina em Livre para Voar de Walther Negrão para o horário das 18h na Rede Globo. Na trama a empregada trabalhava na casa de Helena, vivida por Dora Pellegrino, e chamou atenção por ser a típica empregada intrometida e fofoqueira que fala o que não deve. Em seguida, Guida se manteve afastada da televisão, trabalhando apenas em teatro.
Quatro anos mais tarde, em 1988, fez um pequeno papel na minissérie O Primo Basílio da Rede Globo. No mesmo ano faz sua segunda novela, dessa vez na Rede Manchete, interpretando Maribel em Olho por Olho.
Depois de vinte anos afastada da dramaturgia da Rede Globo, Guida retorna as novelas no grande sucesso do horário nobre Senhora do Destino de Aguinaldo Silva, onde trabalhou ao lado da vilã Nazaré Tedesco (Renata Sorrah) como a empregada Fausta. Em seguida fez participações em algumas novelas e séries na Globo, como: A Diarista, Sinhá Moça, Duas Caras, Faça Sua História e Toma Lá, Dá Cá.
A atriz chamou atenção dos holofotes quando interpretou a rica falida Lenir em Duas Caras de Aguinaldo Silva, onde fez parceria com Marília Pêra. A atriz conta que as pessoas chegaram a confundir ela com a personagem Lenir nas ruas. Uma curiosidade da época, a veterana Marília Pêra, que venceu na categoria de "Melhor Atriz Coadjuvante" do Prêmio Contigo enviou o ator Rafael Ciani, de apenas 13 anos, para receber o prêmio em seu lugar e entregar o mesmo para Guida Viana.
Em 2010, a atriz participa da minissérie "Dalva e Herivelto - Uma Canção de Amor" exibida pela Rede Globo. No mesmo ano, Guida Vianna precisou montar uma peça para o Festival de Curitiba em apenas quatro semanas. Assim que recebeu o pedido de [Leandro Knopfholz], diretor do festival, telefonou ao amigo diretor Gilberto Gawronski. Dessa forma, nasceu a peça Dona Otília e Outras Histórias, que encerrou sua participação em Curitiba em março de 2010, seguindo para o Rio, onde estreou em abril de 2010, no "Sesc Copacabana". As três histórias montadas foram escritas por Vera Karam, escritora gaúcha que completaria 50 anos em 2010 – e morreu em 2003. Vera era amiga de Gawronski desde a década de 1980 e ele, que também atua na peça, quis homenageá-la. Em 2011 voltou a fazer parte de um elenco fixo em novelas, em Fina Estampa de Aguinaldo Silva interpretou a solteirona Isolina, amiga da protagonista Griselda (Lília Cabral) e Celeste (Dira Paes). Em 2015 interpreta a divertida Cida na telenovela das 19h Totalmente Demais, fiel empregada e escudeira de Arthur (Fábio Assunção) e Jojô (Giovanna Rispoli) a personagem acabou caindo na graça do público.

## Filmografia

### Televisão
| Ano       | Título                                | Personagem                        | Notas                                                   |
| --------- | ------------------------------------- | --------------------------------- | ------------------------------------------------------- |
| 1984      | Livre para Voar                       | Divina                            |                                                         |
| 1987      | Corpo Santo                           | Ofélia                            |                                                         |
| 1988      | O Primo Basílio                       | Justina                           |                                                         |
| 1988      | Olho por Olho                         | Maribel Marley                    |                                                         |
| 1989      | Kananga do Japão                      | Nise                              |                                                         |
| 1992      | Você Decide                           |                                   | Episódio: "Amor e Preconceito"                          |
| 1995      | Você Decide                           |                                   | Episódio: "Branca de Neve"                              |
| 1999      | Andando nas Nuvens                    | Zana                              |                                                         |
| 2004      | Senhora do Destino                    | Fausta                            |                                                         |
| 2005      | A Diarista                            | Jupiara                           | Episódio: "Ipanema, 500 Metros"                         |
| 2006      | Sinhá Moça                            | Elvira                            |                                                         |
| 2006–07   | A Grande Família                      | Cremilda                          | Episódio: "As Diaristas" Episódio: "Gaguejou, Perdeu!"  |
| 2007      | Duas Caras                            | Elenir                            |                                                         |
| 2008      | Faça Sua História                     | Idalina                           | Episódio: "A Rainha da Uva"                             |
| 2009      | Toma Lá, Dá Cá                        | Elvanecir                         | 3 episódios                                             |
| 2010      | A Vida Alheia                         | Mãe de Alain                      | Episódio: "Que Fim Levou Alain Vieira?"                 |
| 2010      | Dalva e Herivelto: uma Canção de Amor | Dona Glorinha                     |                                                         |
| 2011      | Paixão de Torcedor                    | Elza                              |                                                         |
| 2011      | Fina Estampa                          | Isolina                           |                                                         |
| 2013-2014 | As Canalhas                           | Mãe Cléo                          | Episódio: "Ingrid" Episódio: "Cléo, A Vidente Talentosa |
| 2014      | Questão de Família                    | Andreia                           | 1 episódio                                              |
| 2015      | Totalmente Demais                     | Cida                              |                                                         |
| 2016      | E aí... Comeu?                        | Dinda                             | Episódio: "29 de agosto"                                |
| 2017      | Valentins                             | Regina Valentim (Vó Reggy)        | 2017-2018                                               |
| 2017      | Pega Pega                             | Cleide Aguiar                     | Episódio: "13 de dezembro"                              |
| 2018      | O Sétimo Guardião                     | Firmina Assunção / Josefa da Cruz |                                                         |
| 2021      | 5x Comédia                            | Mãe de João                       | Episódio: "Hipocondríaco"                               |
| 2022      | Cara e Coragem                        | Dagmar Costa                      |                                                         |
| 2022-2023 | Família Paraíso                       | Rosa de Oliveira (Rosinha)        |                                                         |
| 2022-2025 | Rensga Hits!                          | Maria Amália                      |                                                         |
| 2024      | Família É Tudo                        | Nair do Nascimento (Nair)         | Episódios: "1–6 de maio"                                |
| 2025      | Garota do Momento                     | Elvira                            | Episódios: "7–14 de março"                              |

### Cinema
| Ano  | Título                         | Papel                  |
| ---- | ------------------------------ | ---------------------- |
| 1984 | O Cavalinho Azul               |                        |
| 1987 | Romance da Empregada           | Amiga de Fausta        |
| 2003 | Gregório de Matos              | Abadessa               |
| 2006 | O Maior Amor do Mundo          | Irene                  |
| 2006 | Irma Vap - O Retorno           | Dona Adamastora        |
| 2008 | Polaróides Urbanas             | Adélia                 |
| 2013 | Giovanni Improtta              | Profª. Glória          |
| 2013 | Minha Mãe é uma Peça - O Filme | Dona Juracy            |
| 2015 | Depois de Tudo                 | Mulher Bancada         |
| 2015 | Loucas Pra Casar               | Adir                   |
| 2016 | Uma Loucura de Mulher          | Rita                   |
| 2016 | Um Suburbano Sortudo           | Gogóia                 |
| 2018 | Minha Vida em Marte            | Caixa do Sex Shop      |
| 2019 | A Mulher do Meu Marido         | Dona Rosa              |
| 2019 | Kardec                         | Madame De Plainemaison |
| 2023 | Nas Ondas da Fé                | Dona Esperança         |
| 2025 | A Lista                        | Moema                  |

## Teatro
| Ano     | Título                              | Personagem                    |
| ------- | ----------------------------------- | ----------------------------- |
| 1975    | O Dragão                            | Lídia                         |
| 1976    | Dependências de Empregada           | Madame                        |
| 1977    | Beco do Brecht                      |                               |
| 1979    | Ato Cultural                        |                               |
| 1980    | Morte Acidental de um Anarquista    |                               |
| 1981    | Poleiro dos Anjos                   |                               |
| 1982    | Serafim Ponte Grande                |                               |
| 1984    | Nicolau                             |                               |
| 1985    | Uma Peça como você Gosta            |                               |
| 1986    | El Grande de Coca-Cola              |                               |
| 1988    | Lamartine para Ingles Ver           |                               |
| 1989    | JK                                  | Júlia Kubitschek / Vera Brant |
| 1990    | Babalu                              |                               |
| 1991    | La Ronde                            |                               |
| 1995    | Torre de Babel                      | Condessa Decija / Dona Ximena |
| 1996    | Roberto Zucco                       | Mãe / Mulher Elegante         |
| 1997    | O Cavalo do Cão                     |                               |
| 1998    | Gata em Teto de Zinco Quente        | Mulher de Gooper              |
| 1999    | Café Satie                          |                               |
| 2001    | A Memória da Água                   |                               |
| 2002    | Sylvia                              | Kátia                         |
| 2003    | Nada de Pânico                      |                               |
| 2004    | 2 X Pinter                          |                               |
| 2006    | A Mulher Desiludida                 |                               |
| 2007    | Fim de Jogo                         |                               |
| 2009    | Gloriosa, A Vida de Florence Foster | Maria / Dorothy / Verinda     |
| 2010    | Dona Otília e Outras Histórias      |                               |
| 2011    | A Escola do Escândalo               | Tia Olívia                    |
| 2012    | A Peça do Casamento                 | Gilian                        |
| 2013    | O Nó do Coração                     | Barbara                       |
| 2014    | 2x Matei                            |                               |
| 2017–18 | Agosto                              | Violet Weston                 |
| 2023    | Terra Desce                         | Criança mestiça               |
| 2024    | Um dia das Mães                     | Mãe                           |

## Parte Técnica
| Ano  | Título                                                 | Cargo                 | Nota         |
| ---- | ------------------------------------------------------ | --------------------- | ------------ |
| 1993 | O Diamante do Grão-Mogol                               | assistente de direção | peça teatral |
| 2001 | A Alma Boa de Set-Suan                                 | direção e adaptação   | peça teatral |
| 2004 | Répétition - Ensaio de Comédia                         | direção               | peça teatral |
| 2013 | A Quantas Separações uma Mulher é Capaz de Sobreviver? | direção               | peça teatral |
| 2014 | Antessala                                              | direção               | peça teatral |

## Prêmios e indicações
| Ano  | Associações                  | Categoria                    | Nomeações                      | Resultado | Ref.   |
| ---- | ---------------------------- | ---------------------------- | ------------------------------ | --------- | ------ |
| 2003 | Prêmio Shell                 | Melhor Atriz                 | Nada de Pânico                 | Venceu    | [ 10 ] |
| 2006 | Prêmio Qualidade Brasil - RJ | Melhor Atriz Teatral Drama   | A Mulher Desiludida            | Indicada  | [ 11 ] |
| 2010 | Prêmio Qualidade Brasil      | Melhor Atriz Teatral Comédia | Dona Otília e Outras Histórias | Indicada  | [ 12 ] |
| 2012 | Prêmio APTR de Teatro        | Melhor Atriz Principal       | Dona Otília e Outras Histórias | Indicada  | [ 13 ] |
| 2012 | Prêmio APTR de Teatro        | Melhor Atriz Coadjuvante     | A Escola do Escândalo          | Indicada  | [ 14 ] |
| 2017 | Prêmio Cesgranrio de Teatro  | Melhor Atriz                 | Agosto                         | Indicada  | [ 15 ] |
| 2017 | Prêmio Shell                 | Melhor Atriz                 | Agosto                         | Indicada  | [ 16 ] |
| 2018 | 6º Prêmio Botequim Cultural  | Melhor Atriz                 | Agosto                         | Indicada  | [ 17 ] |